# Тико Юнайтед
«Тико Юнайтед» (фр. Tiko United) — камерунский футбольный клуб из Тико. Выступает в Чемпионате Камеруна. Основан в 1960 годах. Домашние матчи проводит на стадионе «Молико», вмещающем 45 000 зрителей.

## История
История клуба начинает отсчет с начала 1960-х, команда носила название C.D.C Tiko, в честь Кампании Развития Камеруна. Наибольшего успеха клуб добился в сезоне 2008-09, в котором клуб досрочно за три тура до конца завоевал золотые медали Чемпионата Камеруна.

## Достижения
- Чемпион Камеруна — 1 (2008-09)